# 綠光計畫
《綠光計畫》（英語：Project Greenlight）是一部美國電視紀錄片，以培訓有望初持執導筒的電影人為主題。由艾力克斯·克萊吉安（Alex Keledjian）創作，班·艾佛列克、麥特·戴蒙、夏恩·貝利和克里斯·摩爾透過他們的製片公司LivePlanet以及米拉麥克斯影業製作。《綠光計畫》首先在HBO播出兩季（2001年至2003年），然後於2005年移至美國精彩電視台播出第三季。節目於2015年回歸，第四季在HBO播出。2016年7月26日，節目被取消。HBO Max以8 集的節目於2021年5月接下，由伊莎·蕾以她的製作公司Hoorae Media製作。

## 外部連結
- Official website at HBO
- 互联网电影数据库（IMDb）上《綠光計畫》的资料（英文）